# Veltruby
Veltruby (en allemand : Weltrub) est une commune du district de Kolín, dans la région de Bohême-Centrale, en République tchèque. Sa population s'élevait à 1 419 habitants en 2020.

## Géographie
Veltruby se trouve à 5 km au nord-nord-ouest de Kolín et à 55 km à l'est de Prague.
La commune est limitée par Pňov-Předhradí au nord-ouest, par Velký Osek au nord, par Ovčáry à l'est, par Kolín à l'est et au sud, et par Nová Ves I à l'ouest.

## Histoire
La première mention écrite de la localité date de 1388.

## Administration
La commune se compose de deux quartiers :
- Veltruby I
- Hradišťko

## Transports
Par la route, Veltruby se trouve à 6 km de Kolín et à 65 km de Prague.